# Hendrik Saar
Hendrik Saar (* 24. Februarjul. / 8. März 1893greg. in der Gemeinde Laatre, damals Kirchspiel Halliste, heute Landgemeinde Abja, Kreis Pärnu, Estland; † 1944?) war ein estnischer Schriftsteller.

## Leben und Werk
Hen(d)rik Saar wurde als Sohn eines Kötters geboren. Saar wurde in der Zwischenkriegszeit unter dem Pseudonym Kivilombi Ints als Schriftsteller, Stückeschreiber, Feuilletonist und Couplet-Sänger bekannt. Weitere Pseudonyme Saars waren Sulgnokk, Dr. Mina, Imre Lila, Sarja Siim und -ts.
Er schrieb zahlreiche Komödien, Possen und Schwänke, trat als humoresker Sänger und Schauspieler auf und verfasste spannungsreiche Kinderliteratur. Ernster sind seine beiden in Tallinn spielenden Prosawerke Elli langemine und Lõbunaisterahva romaan, die sich kritisch mit der Gesellschaft auseinandersetzen.
Gemeinsam mit dem estnischen Karikaturisten Gori (1894–1944) gab Saar ab 1919 in Tallinn die estnische Satirezeitschrift Sipelgas („Die Ameise“) heraus. Saar war außerdem Redakteur bei den estnischen (Satire-)Zeitungen Vana Meie Mats, Naljaleht, Jõulualbum und weiteren.
Daneben war er als Übersetzer von Operetten ins Estnische bekannt (Franz Lehár). Für den ersten estnischen Musicalfilm, Kuldämblik („Die Goldspinne“), der 1930 in die Kinos kam, schrieb Saar das Drehbuch und spielte selbst mit.
Während der ersten sowjetischen Besetzung Estlands (1940/41) veröffentlichte Saar in der estnischen Kulturzeitung Sirp ja Vasara einen spöttischen Feuilleton-Beitrag über Adolf Hitler. Mit der deutschen Besetzung Estlands (1941–1944) wurde Saar 1942 von den Nationalsozialisten inhaftiert. Im Sommer 1944 verliert sich seine Spur.

## Privatleben
Hendrik Saars Tochter, die Ballett-Tänzerin Asta Saar (1920–2000), war von 1944  bis 1964 die (zweite) Ehefrau des estnischen Sängers Georg Ots (1920–1975).

## Werke (Auswahl)
- Nurjaläinud äpardus (Komödie, 1918)
- Köbid torbiku sees (Kindergeschichten, 1918)
- Otsekohesus (Erzählung, 1921)
- Nõialind ja hea poiss Juku (Kindergeschichte, 1922)
- Riigiwaras (Komödie, 1922)
- Imesõrmus ja vaene laps Anni (Kindergeschichte, 1922)
- Ahvi tütar. Juhtumised maal ja üksikul saarekesel (1923)
- Kergats (Komödie für Kinder, 1923)
- Elli langemine. Jutustus Tallinna elust (Erzählung, 1923)
- Pöörang (Drama, 1924)
- Abielumeeste kavalused (Komödie, 1924)
- Pleki-Karla kosjakäigud (Operette, 1924)
- Kah kaarditark (Komödie für Kinder, 1925)
- Kommunistid korteris (Lustspiel, 1925)
- Sangaste Juss (Lustspiel, 1925)
- Viina pärast (Schauspiel für Kinder, 1925)
- Lõbunaisterahva romaan. Tallinna juhtumisi (Roman, 1927)
- Pruut ja lehm (Lustspiel, 1933)